# Matthew Allen
Matthew Allen, född 2 juni 1958 i San Francisco, USA, är en svensk-amerikansk skådespelare, pjäsförfattare, filmmanusförfattare och teater- och filmregissör.

## Filmografi

### Manus
- 1998 – Zingo
- 2002 – Gåvan
- 2005 – Soldier 7
- 2007 – Coachen
- 2011 – Juni

### Roller
- 1998 – Zingo
- 2004 – Rancid
- 2005 – Komplett galen
- 2005 – Kommissionen (TV-serie)
- 2007 – Coachen

### Regissör
- 2002 – Gåvan
- 2005 – Soldier 7
- 2007 – Coachen
- 2011 – Portofino: The Philippines

### Fotnoter
1. ↑  ”Matthew Allen”. Svensk Filmdatabas. http://www.sfi.se/sv/svensk-filmdatabas/Item/?type=PERSON&itemid=262983&ref=%2ftemplates%2fSwedishFilmSearchResult.aspx%3fid%3d1225%26epslanguage%3dsv%26searchword%3dMatthew+Allen%26type%3dPerson%26match%3dBegin%26page%3d1%26prom%3dFalse. Läst 20 september 2012.